# Ajedrez circular

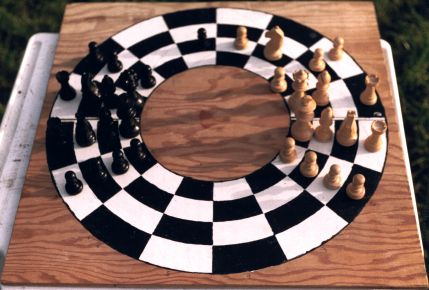
Ajedrez circular.

El Ajedrez circular es una variante de ajedrez, a la que se juega usando las piezas estándar en un tablero circular de 4 anillos, cada uno de 16 escaques. Es, topológicamente, jugar en una superficie cilíndrica.

## Historia y reglas
Documentos en la Biblioteca Británica sugieren que el ajedrez circular era jugado en Persia a principios del siglo X DC, y hay referencias posteriores en India y, luego, Europa; Las reglas usadas en esa época no se conservan.
En 1983, David Reynolds encontró una referencia de que se jugaba en la Edad Media e intentó reavivar el interés en él, para esto se establecieron nuevas reglas, basadas en el ajedrez. La posición inicial es obtenida básicamente de cortar el tablero de ajedrez cuadrado en dos y doblar las dos mitades uníéndolas por los extremos. Se marcan dos líneas a los lados opuestos del tablero, y cada juego de piezas se pone detrás de esta línea. El Rey y la Dama se ubican en el anillo más interno, con, como en el caso del ajedrez, la dama en casilla del mismo color; los Alfiles se sitúan en el segundo anillo más interno, los caballos en el tercero y las torres en el anillo externo. Los peones se ubican en frente de las piezas.
El movimiento de las piezas es idéntico al del ajedrez cuadrado; una dama o torre puede, si no hay obstáculo, mover cualquier distancia alrededor de un anillo, excepto la "jugada nula" moviendo la pieza toda una vuelta y quedar en la casilla de origen. Los peones se coronan después de mover seis casillas desde su posición inicial, al escaque inmediatamente anterior a la línea inicial del oponente. No se permite el enroque ni la captura al paso. Anunciar el jaque no es obligatorio, y se permite capturar el rey contrario si este no se retira de una posición de jaque.

## Teoría
La mayoría de libros de ajedrez asignan un valor relativo a las piezas de 9 para la dama, 5 para la torre, 3 para el alfil o caballo, y 1 para el peón; no obstante, no hay intentos de asignar valores específicos en ajedrez circular, pero está claro que no se mantienen los mismos valores. Los valores de la dama y torre aumentan considerablemente por su gran rango - con dos torres o una dama y una torre sin obstrucción en un mismo anillo se tiene gran ventaja - mientras que los valores de alfil y caballo disminuyen; por ejemplo, en ajedrez cuadrado dos piezas menores suelen ser más fuertes que una torre, pero en ajedrez circular la torre es considerablemente más fuerte. Las piezas menores, sin embargo, son un peligro significativo, pues sus movimientos son más difíciles de visualizar en el tablero circular e incluso los jugadores avanzados no ven una trampa.
Una de las mayores diferencias prácticas entre el ajedrez cuadrado y el circular es la apertura. En el primero, la teoría de aperturas se ha desarrollado por siglos, y el uso de análisis computacional ha facilitado el nivel en esta etapa de la partida, con frecuencia sin desviaciones de la teoría hasta la jugada 20 o después; en el segundo, virtualmente, no existe teoría de aperturas, y por ende los jugadores se encuentran "por su cuenta" desde la primera jugada. En el ajedrez cuadrado, avanzar los peones de rey o dama es generalmente considerado como la mejor opción de apertura, pues atacan dos casillas centrales, abren diagonales para el desarrollo del alfil, y, en el caso del peón de rey, el de la dama también. En un tablero circular estas ventajas no se presentan, pues el peón de rey o dama solo ataca una casilla, y su avance solo brinda una casilla para el alfil. Sin embargo, algunos jugadores avanzan el peón central como primera jugada, mientras otros prefieren avanzar los peones de torre con el fin de abrir líneas para el ataque de las piezas más fuertes; no se sabe qué jugada, si existe, es objetivamente la mejor.
El dimorfismo geométrico entre el tablero cuadrado y circular crean grandes diferencias en la teoría de finales: tres de los "cuatro mates básicos" en un tablero cuadrado (mate con rey y torre, rey y dos alfiles o rey, alfil y caballo contra rey) se basan en forzar al rey a la esquina del tablero, y esto es imposible en un tablero circular ya que no tiene esquinas. Los "mates básicos" en un tablero circular son el de rey y dama; rey, torre y pieza menor o rey y tres piezas menores contra rey. En muchos juegos, posiciones que se considerarían "para resignar" en un ajedrez cuadrado, son tablas en uno circular. En un final particular, el tablero favorece al atacante: rey y peón contra rey, no hay ahogado, luego, a menos que el rey pueda capturar el peón antes de que corone o sea defendido, con este final siempre se gana.

## Campeonato mundial
Después de experimentar con varios posibles diseños para el juego, Reynols se decidió por el de la imagen superior, construyó un tablero y presentó el juego a otros jugadores en Lincoln; este les cautivó, y en 1996 se fundó la Sociedad de Ajedrez Circular, con el fin de popularizarlo, principalmente por medio de la organización de un torneo. Como no era conocido por jugarse competitivamente, el nombre de campeonato mundial no fue correspondido, pero aun así se llevó a cabo. El torneo inaugural se realizó en Lincoln en 1996; en la final, Rob Stevens derrotó a Mark Spink de Nottingmanshire. Posteriormente el torneo se ha celebrado en diferentes lugares en Lincoln, usualmente bajo el sistema suizo, y ha sido dominado por dos jugadores: El ingeniero de San Petersburgo Francis Bowers y el hombre de negocios alemán Herman Kok, quienes entre ellos ganaron los siguientes 10 torneos. Bowers tomó el título de 1997 a 1999, y mantiene el "récord" de haber ganado por tres años consecutivos el torneo; Kok rompió la secuencia con la victoria en el torneo de 2000 antes de que Bowers ganara de nuevo en 2001.
El torneo de 2002, tuvo la participación de un jugador ampliamente conocido fuera del mundo del ajedrez circular David Howell, quien tenía 11 años y había ganado popularidad por haberse convertido en el jugador más joven en evitar la derrota (en ajedrez estándar) contra un campeón mundial, con tablas en la partida final de su match con Vladímir Krámnik (perdiendo los otros 3 juegos). Howell ganó el torneo, con un puntaje de 5 después de derrotar a Bowers en la ronda final, aunque después comentó "Esta fue la primera vez que juego en un torneo de ajedrez circular y fue muy difícil. El ajedrez circular es mucho más difícil de jugar que el ajedrez cuadrado. Cada vez que tú o tu contrincante hace una jugada, tienes que pensar que está pasando en el otro lado del tablero". Kok terminó en segunda posición con 4½ puntos.
El torneo de 2003 se jugó de nuevo en Lincoln. Howell no regresó a defender su título (y no ha jugado desde entonces); Bowers ganó su quinto título con la victoria ante Kok en la última ronda completando un puntaje 5/5, y el jugador de Lincoln David Carew, terminó de segundo con 4½. Bowers repitió la hazaña al año siguiente, terminando con una victoria sobre Kok; Mike Clark fue el segundo, Stevens tercero y Kok y Carew junto con un grupo de seis jugadores más en cuarto lugar.
En 2005 la Sociedad ganó publicidad extra para el torneo por asegurar la sala capitular de la Catedral de Lincoln como el lugar de celebración del torneo, solo un día después de que la filmación de El código Da Vinci había terminado (la catedral se utilizó para filmar escenas que, en el libro, toman lugar en la Abadía de Westminster, porque la abadía le había negado el permiso a Columbia Pictures de filmar allí). El sorteo para la primera ronda del torneo estuvo a cargo de Consejero Steve Allnutt, el alcalde de Lincoln, y la Sra Chris Noble, el Sheriff de la ciudad; los dos invitados aceptaron la invitación para probar el juego por sí mismos, con el Sheriff terminando como el ganador. En contraste con los torneos anteriores, el de 2005 tuvo 4 rondas en lugar de 5; en la primera Stevens empató con Bowers. A mitad del torneo hubo 4 jugadores empatados con máximo puntaje - Kok, John Beasley, y dos nuevos rostros David Stamp y Michael Jones, ambos de Lincoln- seguidos por Bowers con 1½ después de sobrevivir a un susto con Carew en la segunda ronda.	
Kok venció a Beasley en la tercera ronda, mientras Stamp y Jones permanecieron en la lucha, después de haber ganado; Bowers también ganó, aunque, con la posibilidad de que en la parte superior de la tabla entablaran en la ronda final, sus posibilidades de mantener el título fueron remotas. El sorteo para la ronda final enfrentó a Kok contra Jones y Bowers contra Stamp -, en cada caso, un experimentado jugador en contra de un recién llegado al torneo. El primer juego se inclinó a favor de Kok antes de que quedará corto de tiempo y perdiera por caída de bandera, dejando a Jones con 4/4 y forzando a Stamp a ganar para sacar un empate; este solo logró empatar, convirtiéndose Jones en campeón y Stamp en vicampeón con 3½. Bowers, Herman, Kok, su hermano Robbie, Beasley y Clark empataron en tercer lugar con 3 puntos cada uno.
El Campeonato Mundial de 2006 se celebró en el Castillo Lincoln, y fue dedicado a Charles Vermes, un competidor regular, que había muerto poco tiempo antes. La primera ronda no trajo resultados sorprendentes - los únicos jugadores favoritos que se enfrentaron fueron Clark y Stevens, resultando Clar vencedor; Jones, Kok y Bowers ganaron. Clark derrotó a Jones en la segunda ronda, quedando 5 jugadores con puntaje máximo: Clark, Kok, Bowers, Richard Kidals de Lincoln y Ian Lewis de Cardiff. Lewis perdió la tercera ronda contra el fundador del torneo Reynolds, pero todos los otros "punteros" ganaron. Luego, Kok derrotó a Clark y Bowers a Kidals quedando ambos con 4 puntos. Se hizo una partida de desempate la cual Bowers perdió por tiempo, dándole el título a Kok, - el único jugador, además de Bowers, en haber ganado más de una vez.
El gran sabio árabe de origen yemeni Ibn al-Jatib es quien documenta la creación del ajedrez circular, hallado en un manuscrito en 618 en Estambul, donde describe a un ajedrez redondo circular llamado, Rumi, Un torneo de Ajedrez al estilo árabe, publicado en al-Ándalus y se encuentra también que se atribuye a Abu Ali Ibn Rashiq al-Murci (fallece en 694), la invención de un ajedrez circular, documentado por el historiador y sabio Ibn Al-Jatiba quien deja testimonio del ajedrez circular. Todo indica que el ajedrez circular es de origen persa y árabe y luego adoptado y jugado por el Imperio Bizantino.
El Ajedrez Circular conocido como "al-Muddawara", "ar-Rumiya", o "el ajedrez bizantino". Los documentos en la Biblioteca Británica y en otros lugares sugieren que el ajedrez circular se jugó en Persia ya en el siglo X d. C., y otras referencias se encuentran en la India , Persia y más tarde, Europa. El juego utiliza una tablero circular con cuatro anillos concéntricos, cada uno dividido en 16 espacios (escaques=plazas), para un total de 64 casillas. Con una anotación algebraica en el tablero circular, en letras que identifican los 4 anillos A B C D y cada espacio con un número desde el 1 al 16. Una partida de ajedrez se disputa entre dos jugadores; cada uno posee 16 piezas, blancas, y las de sus oponentes llamadas negras. El objetivo de ajedrez circular es posicionar sus piezas con el fin de dar jaque mate al rey contrario, terminando la partida ajedrecista.
Desde comienzo de este año 2015 nace la primera Escuelita de Ajedrez Circular y Derechos Humanos para la Infancia del Mundo, en Latinoamérica por la Mission Diplomatique Internationale Humanitaire RWANDA 1994, como método pedagógico integral de los infantes y sus padres con el ajedrez circular.
Recientemente en 2015 se celebró el 1.º Torneo Internacional de Ajedrez Circular para la Infancia (Torneo sistema Suizo), para niños de 7 a 12 años realizado por la Escuelita de Ajedrez Circular. Para la formación de presentes y futuros ajedrecistas circulares en la historia del ajedrez.